# Jenny Mollen
Jenny Ann Mollen (Phoenix, 30 maggio 1979) è un'attrice statunitense.

## Carriera
Jenny Mollen nasce a Phoenix, Arizona in una famiglia di medici. Sin da giovanissima inizia a lavorare in un teatro locale, per poi avere delle esperienze su palcoscenici più importanti, come quello dell'Old Globe di San Diego e dell'Oregon Shakespeare Festival di Ashland. Frequenta la scuola di teatro, film e televisione dell'UCLA e, nel frattempo, riesce ad attirare su di sé le attenzioni dell'industria cinematografica e televisiva grazie ad un one-woman show, intitolato Not a pretty girl, che scrive e produce. Dopo essersi laureata, si trasferisce prima a Parigi e poi ad Heidelberg per completare i suoi studi (infatti, parla fluentemente sia il francese che il tedesco). Inoltre, segue un master in psicologia all'Antioch University.

## Vita privata
Oltre ad essere un'attrice, Jenny è un'apprezzata artista: ha esposto e venduto molti dei suoi dipinti nelle gallerie di New York, San Diego, Los Angeles e Londra.
L'attrice ha avuto una relazione con il produttore Drew Goddard. Dal 23 aprile 2008 è sposata con Jason Biggs, suo collega conosciuto pochi mesi prima sul set del film La ragazza del mio migliore amico.

## Filmografia

### Cinema
- Influence (2002)
- What Was That? (2003)
- Billy Makes the Cut (2003)
- Searching for Haizmann (2003)
- D.E.B.S. - Spie in minigonna (2004)
- The Raven (2004)
- Return of the Living Dead: Rave to the Grave (2005)
- Dark Memories - Ricordi terrificanti (2006)
- National Lampoon's Cattle Call (2006)
- Viva Laughlin (2007)
- Off the Ledge (2008)
- La ragazza del mio migliore amico (My Best Friend's Girl) (2008)
- Bachelor No. 2 (2009)
- Extracted (2012)

### Televisione
- Squadra Med - Il coraggio delle donne (Strong Medicine, 2001)
- Angel (2004)
- Medium (2006)

## Doppiatrici italiane
Nelle versioni in italiano delle opere in cui ha recitato, Jenny Mollen è stata doppiata da:
- Connie Bismuto in Angel
- Domitilla D'Amico in Law & Order: LA
- Elena Morara in CSI: NY
- Stella Gasparri in Hawaii Five-0

## Curiosità
- Ha scritto una canzone, Perfect World, con la sorella Samantha. Il pezzo è stato utilizzato nel film per la tv Girl, Positive.